# Curdistão
O Curdistão (em curdo: Kurdistan / كوردستان [kurdɪˈstan] (escutarⓘ); antigo nome: Gordiena), também denominado Grande Curdistão, é uma região histórico-cultural do Oriente Médio majoritariamente habitada por curdos. Com cerca de 500.000 km², compreende partes da Turquia, Irã, Síria e Iraque. Em dois destes países, o nome também refere-se a unidades administrativas internas: a província do Curdistão no Irã e a Região Autônoma Curda no Iraque.
Seu nome, de origem persa, significa "Terra dos Curdos" e foi cunhado em 1150 pelo sultão seljúcida Sanjar, para designar a parte do Irã ocidental povoada pelos curdos.
Atualmente, a população curda compreende cerca de 30 milhões de pessoas, em sua maioria muçulmanos sunitas, que se organizam tradicionalmente em tribos e, em sua maior parte, falam a língua curda. Eles constituem a mais numerosa nação sem Estado no mundo. Suas maiores cidades são Erbil e Quircuque (no Iraque), Diarbaquir e Batman (na Turquia), Quermanxá e Sanandaj (no Irã) e Al-Qamishli e Al Hasakah (na Síria).

## Geografia
As terras do Curdistão possuem relevo acidentado, compreendendo basicamente a Cordilheira de Zagros e o norte da Alta Mesopotâmia. Seu ponto mais alto está na fronteira Turquia-Armênia, onde se localiza o Monte Ararate, com 5.165 metros de altitude. O seu maior lago é o lago de Vã, no lado turco, com 3.755 km².
O Alto Tigre e o Alto Eufrates passam pela região, que ocupa também as Montanhas Sinjar e os planaltos do norte iraquiano, e as Montanhas de Alepo (ou Montes Curdos) na Fronteira Síria-Turquia. Grande parte da região apresenta clima continental, com áreas semiáridas.

## História
Segundo arqueólogos, a região do Curdistão possui evidências de uma sucessão de ocupações que se iniciou no Neolítico, cerca de 8 500 a.C.. Nesta época, surgiram as primeiras aldeias da Alta Mesopotâmia, normalmente juntas ou próximas do Rio Tigre, devido à necessidade de água para regar e fertilizar os campos.

### Antiguidade
O primeiro povo a estabelecer-se na região foram os Assírios, que fundaram sua primeira capital Assur em 2 600 a.C.. Posteriormente, chegaram os Hurritas, que formaram um reino vizinho chamado de Mitani. O Antigo Império Assírio foi conquistado pelos Hurritas, mas a partir dos séculos XIV e XIII a.C., estes começaram a ser dominados e absorvidos pelos Hititas a noroeste e pelos próprios Assírios a sudeste. Por volta de 1 200 a.C., a língua hurrita havia desaparecido dos registros cuneiformes. Há alguns autores que referem a possibilidade de tanto o povo como a língua hurrita serem um dos substratos étnicos, linguísticos e culturais do atual povo curdo, pois habitavam territórios onde atualmente vivem os curdos.
Após conquistar Mitani, o Império Assírio durou por séculos, até cerca de 612 a.C., quando a segunda capital Nínive foi tomada pelos Medos, um povo iraniano vindo da Ásia Central, do qual os curdos afirmam-se descendentes. Por volta de 550 a.C., os antigos Medos foram dominados pelos Persas, seu povo vizinho, que fundaram o Império Aquemênida.
Já em 401 a.C., um povo chamado de carducos foi mencionado na obra Anábase do general grego Xenofonte, como habitantes da região montanhosa ao norte do Rio Tigre, entre a Pérsia e a Mesopotâmia. Eram inimigos do rei da Pérsia, e Xenofonte se referiu a eles como "...um povo bárbaro e defensor de sua residência na montanha", que atacou o exército dos Dez Mil gregos. Eles também foram citados por Hecateu de Mileto em 520 a.C. como os Gordos (curdos).
Após alguns séculos, os Persas foram conquistados por Alexandre, o Grande, na Batalha de Gaugamela, em 331 a.C.. Depois da morte de Alexandre, foi fundado na região o Império Selêucida, de origem grega.
Os selêucidas seriam sucedidos pelo Império Parta em 247 a.C.. Nesta época, o chamado Reino de Gordiena, situado a sul e sudeste do lago de Vã, na atual Turquia, emergiu do declínio selêucida, tornando-se um reino vassalo dos Partos e, posteriormente, do Império Romano (66 d.C.). Ele permaneceu sob controle romano por quatro séculos, até 384. O historiador romano Plínio considerou os Corduenos (habitantes de Gordiena) como descendentes dos Carducos. Ele afirmou, "vizinhos a Adiabena estão os povos anteriormente chamados Carducos e agora Corduenos, acima de quem navega o rio Tigre".
Após 384, os persas voltaram à região, incorporando-a ao Império Sassânida. Até que 651, a região foi invadida pelos árabes do Califado Ortodoxo.

### Idade Média
No século VII, os árabes tomam castelos e fortificações dos curdos, como nas cidades de Sharazor e Aradbaz, que foram conquistadas no ano de 643. Os curdos resistiram às invasões das tribos árabes por mais de um século. Em 846, um dos líderes dos curdos em Mosul se revoltou contra o califa Almotácime que enviou o notável comandante Aitaque para combatê-lo. Nesta guerra, Aitaque saiu-se vitorioso e levou muitos dos curdos à morte. Em 903, durante o período de Almoctadir, os curdos novamente se rebelaram. Por fim, os árabes conquistaram os curdos e foram convertendo a maior parte do povo ao Islã.
Para converter os curdos, os árabes utilizaram-se de todas as estratégias, inclusive o matrimônio. É sabido que a mãe do último califa omíada, Maruane I, era curda.
Devido ao enfraquecimento do poder do Califado Abássida, os curdos passaram, a partir do século IX, a alinhar-se politicamente, estabelecendo principados teoricamente vassalos ao califado, mas na prática autônomos. Na segunda metade do século X, a região curda estava dividida em quatro grandes emirados: no norte ficavam os Xadádidas (951-1174) em partes da atual Armênia e Arrã (Azerbaijão); os Ravádidas (955-1221) ficava em Tabriz e Maraga; no leste estavam os Haçanuaídas (959-1015) e os Anazidas (990-1117) em Quermanxá, Dinavar e Khanaqin; e no oeste estavam os Maruânidas (990-1096) de Diarbaquir.
No entanto, a partir do século XI, a região passa a sofrer ataques vindos do leste, por turcos seljúcidas, que foram anexando um a um os principados ao seu império. Por volta de 1150, o sultão Sanjar, o último grande monarca seljúcida, nomeia uma província de Curdistão.
Após a fragmentação do Império Seljúcida, a dinastia zênguida assume o poder na região, sendo posteriormente substituída pela dinastia curda dos Aiúbidas (1171-1250) da Síria, fundada por Saladino, que emergiu como a grande liderança do mundo muçulmano. Ela permaneceu no poder por quase um século, considerado um rico período na História do Curdistão. Após isto, a região é conquistada pelo Império Mongol de Gengis Cã, sendo incorporada, posteriormente, ao Ilcanato da Pérsia (1256–1335).

### Idade Moderna
Na segunda metade do século XVI, com a fragmentação do Ilcanato, o Curdistão divide-se novamente em uma série de principados, mas que ainda mantinham uma identidade cultural em comum. No século seguinte, a região é disputada por Safávidas e Otomanos. Apesar de nunca terem constituído um estado independente, os principados curdos desfrutaram de relativa autonomia até 1639. Neste ano, o Curdistão é repartido entre os Impérios Persa e Otomano, pelo Tratado de Zuhab.
A ideia de Estado-nação, nascida com a Revolução Francesa, ecoou no século XIX entre os curdos. Na década de 1830, o príncipe de Rawandiz lutou contra o domínio otomano, com a ideia de unificar o Curdistão. A partir daí, diversas outras revoltas curdas acontecem pelo império ao longo do século, sendo sempre sufocadas pelos turcos.

### Século XX
Após a Primeira Guerra Mundial, com o desmembramento do Império Otomano, o Tratado de Sèvres delimita as fronteiras para um Curdistão autônomo, mas é rejeitado pelos turcos. Em 1923, com o Tratado de Lausana, parte do Curdistão é integrada ao Iraque e à Síria e a outra permanece para a Turquia e o Irã. Ao fim de 1925, a terra dos curdos, conhecida desde o século XII como Curdistão, vê-se dividida entre quatro países. E, pela primeira vez ao longo da história, também foi privada de sua autonomia cultural.
Já em 1924, com o novo regime turco, a língua, a cultura e as instituições curdas são suprimidas, tendo em vista o seu aniquilamento como cultura e etnia diferenciada. Em 1927, curdos da região do Monte Ararate proclamaram uma república independente, durante uma onda de revolta entre os curdos no sudeste da Turquia. O exército turco, posteriormente, esmagou a República de Ararate, em setembro de 1930.
Durante a Segunda Guerra, os curdos sob domínio do Irã empreendem uma luta armada pela sua independência, e chegam a criar a efêmera República de Mahabad em 1946, estado que foi reconhecido pela União Soviética, mas logo revertido ao domínio iraniano. Desde então, movimentos separatistas curdos são constantemente reprimidos com violência nos quatro países que compreendem o território do Curdistão.

## Conflitos armados
A partir de meados do século XX, ocorrem rebeliões curdas na Turquia e no Iraque. O projeto de um Estado curdo tem opositores dos governos da região, que reprimem com violência os separatistas.

### Curdistão Iraquiano
Os curdos no Iraque, liderados por Mustafa Barzani, estiveram em luta contra os sucessivos regimes iraquianos de 1960 a 1975. Em março de 1970, o Iraque anunciou um acordo de paz contemplando a autonomia curda, que seria implementado em quatro anos. No entanto, ao mesmo tempo, o regime iraquiano iniciou um programa de arabização nas regiões ricas em petróleo de Kirkuk e Khanaqin.
A partir de 1971, começaram a entrar em vigor as primeiras medidas de uma campanha anticurda, oficializada em 1986 sob o nome de Operação Anfal, no governo de Saddam Hussein, e que só terminou em 1989. O objetivo era eliminar as aspirações de criar uma nação independente ou mesmo de se organizar como uma etnia de cultura e linguagem próprias. As formas de repressão começavam com a expulsão dos curdos que viviam próximos às fronteiras iraquianas com as da Turquia e do Irã. A prisão com base em acusações de atividades oposicionistas complementava o processo. Os curdos sofreram todo tipo de violência no período: de alvos de armas químicas a destruição de cidades e vilas. Em novembro de 1987, cerca de 600 curdos presos foram mortos pelos iraquianos com o tálio, um metal pesado utilizado em veneno para ratos.
Entre 15 e 19 de março de 1988, durante a campanha Anfal e em meio à guerra entre Irã e Iraque, os curdos sofreram um dos piores ataques a sua etnia. Em represália às forças iranianas, que haviam fornecido suporte militar aos rebeldes curdos, o Iraque lançou um ataque de armas químicas à cidade curda de Halabja, na época com cerca de 80 mil habitantes. Liderado por Ali Hassan Al-Majid, mais conhecido como Ali Químico, integrante do governo de Saddam Hussein, o ataque usou o gás sarin, que ataca o sistema nervoso, e o gás mostarda, que abre feridas quando em contato com a pele. Não há registros precisos sobre as mortes, estimadas em 10 mil.
A violência começou a cessar apenas em 1991, quando uma "zona de exclusão aérea" foi estabelecida pelo Conselho de Segurança da ONU, o que facilitou o retorno de refugiados, e o Curdistão iraquiano obteve uma autonomia de facto.
A repressão aos curdos não foi restrita apenas ao Iraque. Até 1991, eles estavam proibidos de falar o curdo na Turquia. Ali, atualmente, programas de rádio ou TV no idioma são vetados, assim como o aprendizado da língua nas escolas. No Irã, o quadro é similar. Na Síria, muitos não conseguem tirar passaporte, votar, registrar seus filhos com nomes curdos, comprar terras ou se casar com sírios.

### Curdistão Turco
Sob o comando de seu fundador Abdullah Öcalan, o Partido dos Trabalhadores do Curdistão (PKK) iniciou em 1984 uma luta armada contra o governo turco, que não reconhece a existência da etnia curda e proíbe seu idioma. Os guerrilheiros contaram com o apoio do governo sírio e até hoje mantêm bases no Iraque e no Irã. A intensificação das ações do PKK quase provocou uma guerra entre Turquia e Síria, no final de 1998. Para evitar o conflito, os sírios retiram o apoio aos rebeldes e expulsaram Öcalan, que fugiu para a Federação Russa e tentou obter asilo político na Itália, mas sem êxito.
Em fevereiro de 1999, Öcalan foi preso no Quênia, onde se refugiara na embaixada da Grécia. Julgado na Turquia, Öcalan jurou fidelidade ao Estado turco e determinou o fim da guerrilha do PKK. No entanto, foi condenado à morte em junho do mesmo ano pela justiça turca. A sentença foi ratificada pela Suprema Corte de Apelações, em novembro. Desde então, há pressões internacionais contrárias à aplicação da sentença: a União Europeia (UE) deixou claro que a execução de Öcalan pesará na inclusão ou não da Turquia no bloco, cujos integrantes não adotam a pena capital.
Em fevereiro de 2000, a direção do Partido dos Trabalhadores do Curdistão anunciou oficialmente o fim da luta armada contra o governo da Turquia, em apoio às posições de seu principal líder, condenado à morte. Cerca de 40 mil pessoas morreram no Curdistão turco devido ao conflito.
O conflito entre o governo turco e a guerrilha curda estende-se com frequência, até hoje, ao Curdistão iraquiano. Mesmo após ser criada, em 1991, a zona de segurança no norte do Iraque para proteger os curdos que se rebelaram contra Saddam Hussein, forças turcas têm invadido a região com o pretexto de destruir as bases do PKK lá instaladas. A última onda de incursões ocorreu entre meados de 2016 e início de 2017.

### Curdistão Sírio
Na Síria, com a eclosão da Guerra Civil em 2011, as forças do governo retiraram-se dos três enclaves curdos no norte do país, deixando o controle político nas mãos das milícias locais em 2012. Partidos políticos curdos, que existiam clandestinamente, estabeleceram as Unidades de Proteção Popular (YPG) para defender as áreas curdas, chamadas de Rojava, e enfrentar a ameaça do Estado Islâmico.
Em março de 2016, a administração de Rojava proclamou a fundação de um sistema federalista de governo, a Federação do Norte da Síria - Rojava‎‎, abreviada como FNS. Apesar de manter algumas relações internacionais, a FNS não é oficialmente reconhecida como autônoma pelo governo da Síria. Já as suas lideranças consideram sua constituição como um modelo para uma Síria federalista como um todo, após o fim da guerra.